# MakeHuman
MakeHuman(メイクヒューマン)とは、オープンソースの人体生成3DCGソフトウェア。

## 概要
元々Blender用のスクリプトとして制作が開始された。2004年にはBlenderのスザンヌ賞も受賞した（スザンヌとはBlenderのマスコットの猿）。2005年にBlenderから独立し、独自のソフトウェアとして改めて開発がスタート、その後もBlenderと相性が良く、Blenderの標準のプラグインでMakehuman用のデータをインポートすることが出来る。
同一モデルで女性から男性、幼年から老年へのモーフィングをサポートしている。Pythonを用いたプラグインを組み込むことが出来る。
2014年にバージョン1.0の正式版が公開された。

## 参照
1. ↑  “The MakeHuman Application”. 2014年2月12日閲覧。